# جاي د. كينغ (فنان)
جاي د. كينغ (بالإنجليزية: J. D. King)‏ هو فنان أمريكي، ولد في 1948.

## وصلات خارجية
- الموقع الرسمي